# Pogno
Pogno (piemontiul: Pogn) település Olaszországban, Piemont régióban, Novara megyében. Lakosainak száma 1348 fő (2023. január 1.). Pogno Gozzano, San Maurizio d’Opaglio, Valduggia, Madonna del Sasso és Soriso községekkel határos.

## Népesség
A település lakossága az elmúlt években az alábbi módon változott:
| Lakosok száma | 1464 | 1423 | 1348 |
|               | 2017 | 2018 | 2023 |